# Phol
Phol (handschriftlich Phol, gesprochen wohl Fol oder Pfol) ist der Name eines mutmaßlichen südgermanischen Gottes und einer mythologischen Figur im sogenannten althochdeutschen zweiten Merseburger Zauberspruch (MZ II) zur Pferdeheilung. Phol ist nur im MZ II belegt. Ungeklärt ist die Funktion und Bedeutung des Namens Phol ebenso im Kontext des Spruchs wie darüber hinaus innerhalb des germanischen Pantheons und Mythologie.
In der Eröffnung der epischen Beschwörungsformel des Spruchs wird Phol als Begleitung des Wodan genannt.
| Phôl ende Wuodan fuorun zi holza. dû wart demo balderes folon sîn fuoz birenkit. thû biguol en Sinthgunt, Sunna era swister; thû biguol en Frîja, Folla era swister; thû biguol en Wuodan, sô hê wola conda: […] | Phol und Wodan begaben sich in den Wald. Da wurde dem Fohlen des Herrn/Balders sein Fuß verrenkt. Da besprach ihn Sinthgunt, die Schwester der Sunna; Da besprach ihn Frija, die Schwester der Folla; Da besprach ihn Wodan, wie er es wohl konnte: […] |

In der Forschung ist Phol, ausgehend von der Etymologie des Namens, zum Gegenstand zahlreicher Erklärungsmodelle geworden, die je nach den Prämissen und interpretatorischen Ansätze zum MZ II verschieden ausfallen. Daneben hat der Name als stoffliches Element des Spruchs Bedeutung und ist Diskussionsgegenstand in Bezug der Komposition und der metrischen Erfordernisse hinsichtlich der typologischen Darstellung des Stabreims und der Langzeilenbildung. Im letzteren Fall wird das handschriftliche nachgetragene h des Namens mit dem Wunsch erklärt, eine reguläre stabende Langzeile zu erhalten.
Die Figur wird bald als separate Götterfigur verstanden, bald als das „Fohlen“ im Gegensatz zum eindeutigen Götternamen des Wodan sowie dem schon umstritteneren des Balder (gelesen aus der Form balderes) interpretiert, schließlich auch in Verbindung mit dem Namen der Volla als göttliches Geschwisterpaar gedeutet (analog Freyr und Freya und parallel den weiteren Paarungen wie Sinthgunt und Sunna).